# Freddy Valda
Freddy Valda García (Sucre, 23 de marzo de 1932 - Santa Cruz de la Sierra, 24 de septiembre de 2003) fue un futbolista y entrenador boliviano. Se desempeñaba como delantero.

## Trayectoria
Freddy Valda fue un multifacético deportista, como basquetbolista, voleibolista y futbolista. Como jugador se inició en Olimpic, posteriormente jugó en Chaco Petrolero y Bolívar. También integro el plantel de la Selección boliviana que jugó la Copa América 1959.
Como entrenador dirigió a clubes como Bolívar, The Strongest, Oriente Petrolero, Chaco Petrolero, Always Ready Destroyers y Real Santa Cruz, entre algunos. Con The Strongest logró el primer campeonato de la Liga en 1977.

## Selección nacional
Dirigió a la Selección boliviana en cuatro etapas: 1965-1966, 1969, 1973 y 1975.

## Clubes

### Como entrenador
| Club                | País    | Año         |
| ------------------- | ------- | ----------- |
| Municipal           | Bolivia | 1964        |
| Selección boliviana | Bolivia | 1965 - 1966 |
| Bolívar             | Bolivia | 1967        |
| Selección boliviana | Bolivia | 1969        |
| The Strongest       | Bolivia | 1970        |
| Chaco Petrolero     | Bolivia | 1972        |
| Selección boliviana | Bolivia | 1973        |
| Selección boliviana | Bolivia | 1975        |
| The Strongest       | Bolivia | 1977 - 1978 |
| Always Ready        | Bolivia | 1979        |
| Destroyers          | Bolivia | 1985        |
| Oriente Petrolero   | Bolivia | 1988        |

## Palmarés

### Como entrenador
títulos nacionales
| Título           | Club          | Año  |
| ---------------- | ------------- | ---- |
| Primera División | The Strongest | 1977 |